# När
När ist ein kleiner Ort (småort) auf der schwedischen Ostseeinsel Gotland, in der Provinz Gotlands län und der historischen Provinz (landskap) Gotland. Durch den Ort in der Gemeinde Gotland, der etwa 55 km vom Hauptort Visby entfernt liegt, fließt das Flüsschen Närkån.
2005 hatte der Ort noch 209 Einwohner und galt somit als Tätort; bis 2010 sank die Einwohnerzahl unter 200, sodass der Ort nun als Småort eingestuft ist.